# Елізія
Елі́зія (від лат. elisio — виштовхування, вижимання) у лінгвістиці — випадання кінцевого голосного в слові перед початковим голосним наступного слова, зазвичай з метою поліпшення благозвучності. Суб'єктивно елізія сприймається як невиразна вимова або як пропущений звук.

## Короткий опис
Приклади елізії можна знайти в давньоримській поезії, де вона використовувалася як стилістичний засіб. У деяких випадках, наприклад коли одне слово закінчується на голосну, а наступне починається також з голосної, слова можуть об'єднуватися. До елізії часто вдавався Катулл. Наприклад, перший рядок з Catullus 3: Lugete, O Veneres Cupidinesque читається як Lugeto Veneres Cupidinesque.
Якщо скорочена в результаті елізії форма вживається досить часто, вона може стати заміною для первинної (повної) форми. В англійській мові це явище називається стягненням (англ. contraction), наприклад can't від cannot. Стягнення відрізняється від елізії тим, що стягнені форми, на відміну від елізії, морфологічно описані.
Синонімом елізії є синкопа, але синкопа — це, насамперед, випадання голосної між приголосними. Іншою формою елізії є афереза, тобто випадання початкової голосної в слові (як правило, ненаголошеної).
Протилежним до елізії явищем є епентеза, тобто введення додаткового звука для зручності вимови.